# 4-вектор
4-вектор (четы́ре-ве́ктор, четырёхве́ктор) — вектор в четырёхмерном пространстве Минковского, а в более общем случае — вектор в искривлённом четырёхмерном пространстве-времени. Компоненты любого 4-вектора, описывающего физическую систему, при переносе или повороте системы отсчёта, а также при переходе из одной системы отсчёта в другую преобразуются по одному и тому же закону, задаваемому преобразованием системы отсчёта.
В 4-векторе одна временна́я компонента и три пространственных. Пространственные компоненты составляют обычный пространственный трёхмерный вектор, компоненты которого могут быть выражены в декартовых, цилиндрических, сферических и в любых других пространственных координатах.
- В современных обозначениях временно́й компоненте обычно соответствует индекс 0 (то есть она считается нулевой компонентой), пространственным — 1, 2, 3 (совпадающим с x, y, z; обычно, по умолчанию и если возможно, это обычные прямоугольные декартовы координаты). В старой литературе часто используется соглашение (восходящее к Минковскому), по которому временна́я компонента считалась не нулевой, а четвёртой.
- Иногда бывает удобно приписывать временно́й компоненте 4-вектора чисто мнимый характер (всегда умножать действительную временну́ю компоненту на мнимую единицу). Такое представление 4-векторов было исторически введено первым и иногда используется и в современной литературе.
- 4-векторы (их компонентное представление) могут быть записаны в контравариантной и (или) ковариантной форме (см. ниже), которые не всегда совпадают, а в случае действительного представления (без мнимой единицы) всегда различаются между собой, хотя в большинстве случаев случаях это различие подчиняется весьма простому правилу.

## Примеры 4-векторов
Здесь и далее используется сигнатура {\displaystyle (+,~-,~-,~-)}.
- 4-перемещение:
{\displaystyle dx^{i}=(cdt,~dx,~dy,~dz),}
- 4-скорость:
{\displaystyle u^{i}={\frac {dx^{i}}{ds}}={\frac {1}{c}}{\frac {dx^{i}}{d\tau }},} где {\displaystyle \tau } — «собственное время», равное деленному на скорость света интервалу, {\displaystyle \tau ={\frac {1}{c}}\int {ds}}, измеренному вдоль мировой линии. Геометрически 4-скорость является единичным вектором, касательным к мировой линии частицы.
- 4-ускорение:
{\displaystyle a^{i}={\frac {du^{i}}{ds}}={\frac {1}{c}}{\frac {du^{i}}{d\tau }},} где {\displaystyle \tau } — см. выше. Геометрически 4-ускорение является вектором кривизны мировой линии частицы.
- 4-вектор энергии-импульса (четырёхимпульс):
{\displaystyle p^{i}=\left({\frac {\varepsilon }{c}},~p_{x},~p_{y},~p_{z}\right)}. Для частицы с ненулевой массой в отсутствие внешних полей {\displaystyle p^{i}=c\,mu^{i}}.
- четырёхмерная плотность тока (4-ток):
{\displaystyle j^{i}=(c\rho ,~j_{x},~j_{y},~j_{z});}
- волновой 4-вектор:
{\displaystyle k_{i}=\left({\frac {\omega }{c}},-k_{x},-k_{y},-k_{z}\right);}
- Электромагнитный потенциал:
{\displaystyle A_{i}=(\varphi ,~{-A}_{x},~{-A}_{y},~{-A}_{z}).}

## Свойства
- Закон преобразования четырёхвектора:

{\displaystyle {\tilde {A}}^{i}=\sum _{j}S_{j}^{i}\ A^{j},}
где {\displaystyle S_{j}^{i}} — матрица из группы Лоренца — матрица перехода к новым координатам (к новой системе отсчёта).
- Скалярные произведения (в частности, квадраты) 4-векторов вычисляются с использованием метрики Лоренца (см. также ниже).
  - Они инвариантны относительно преобразований Лоренца. Они называются скалярами (в четырёхмерном — пространственно-временном — смысле).
  - Например, это интервал (квадрат интервала есть квадрат вектора перемещения в метрике Лоренца), масса (масса покоя) — её квадрат есть, с точностью до постоянного множителя, квадрат 4-импульса: {\displaystyle m^{2}=E^{2}/c^{4}-p^{2}/c^{2}} и т. д.

## Обозначения
Традиционно используется обозначение 4-вектора как совокупности его компонент. Так, 4-вектор {\displaystyle a} обозначается как
{\displaystyle a^{i}} (не нужно путать это обозначение с возведением в степень!) или {\displaystyle a_{i}.}
Координаты, 3 пространственные и временную, обычно обозначают как {\displaystyle x^{i}.}
Что означает при этом использование верхнего ({\displaystyle a^{i}}) или нижнего ({\displaystyle a_{i}}) индекса, оговаривается особо, но по умолчанию, если используется тот и другой (или хотя бы первый) вариант, то есть, если верхние индексы вообще используют, верхним индексом обозначают контравариантные координаты 4-вектора, а нижним — ковариантные координаты. Таким образом, в этом случае один и тот же вектор может иметь два разных представления — контравариантное и ковариантное.
В случае плоского пространства и инерциальных систем отсчёта, как в электродинамике, специальной теории относительности и вообще в случаях, когда гравитацией можно пренебречь, ковариантное и контравариантное представление отличаются лишь знаком временно́й (или наоборот, в зависимости от условно принятой сигнатуры — пространственных) компоненты. При этом скалярное произведение представимо как простая сумма произведений соответствующих компонент только для произведения ковариантного вектора с контравариантным, например:
{\displaystyle (a,b)=a^{i}b_{i}\equiv \sum _{i}a^{i}b_{i}=a^{1}b_{1}+a^{2}b_{2}+a^{3}b_{3}+a^{4}b_{4}=a_{1}b_{1}-a_{2}b_{2}-a_{3}b_{3}-a_{4}b_{4}}
и в частности
{\displaystyle (a)^{2}=(a,a)=a^{i}a_{i}\equiv \sum _{i}a^{i}a_{i}=a^{1}a_{1}+a^{2}a_{2}+a^{3}a_{3}+a^{4}a_{4}=(a_{1})^{2}-(a_{2})^{2}-(a_{3})^{2}-(a_{4})^{2}}
(здесь и ниже использовано правило суммирования по повторяющемуся индексу Эйнштейна, а возведение в квадрат обозначено как (…)²).
Если же хотят написать скалярное произведение с использованием только ковариантных или только контравариантных компонент, обычно используют запись с метрикой Лоренца {\displaystyle \eta _{ij}} (или {\displaystyle \eta ^{ij}}):
{\displaystyle (a,b)=\eta _{ij}a^{i}b^{j}\equiv \sum _{i,j}\eta _{ij}a^{i}b^{i}=a^{1}b^{1}-a^{2}b^{2}-a^{3}b^{3}-a^{4}b^{4}}
или
{\displaystyle (a,b)=\eta ^{ij}a_{i}b_{j}\equiv \sum _{i,j}\eta ^{ij}a_{i}b_{i}=a_{1}b_{1}-a_{2}b_{2}-a_{3}b_{3}-a_{4}b_{4}}
(оба способа эквивалентны друг другу и описанному выше способу со обоими типами координат).
Однако в более общем случае нелоренцевых систем отсчёта, в том числе при учёте гравитации в соответствии с ОТО, вместо очень простой и постоянной лоренцевой метрики {\displaystyle \eta _{ij}} приходится рассматривать произвольную, в том числе зависящую от пространственных координат и времени метрику {\displaystyle g_{ij}.} (Во всех формулах, написанных в этом параграфе выше, надо в общем случае заменить {\displaystyle \eta _{ij}} на {\displaystyle g_{ij}}, а {\displaystyle \eta ^{ij}} на {\displaystyle g^{ij}}). При этом простое правило о том, что ковариантное и контравариантное представление 4-вектора различаются лишь знаком пространственных компонент, перестаёт действовать, они начинают выражаться друг через друга с использованием также метрики
{\displaystyle g_{ij}} общего вида (см. Метрический тензор#Изоморфизм между касательным и кокасательным пространством):
{\displaystyle a^{i}=g^{ij}a_{j}\equiv \sum _{j}g^{ij}a_{j},}
{\displaystyle a_{i}=g_{ij}a^{j}\equiv \sum _{j}g_{ij}a^{j}.}
(Как видим, эти формулы были верны и для {\displaystyle \eta _{ij},} но в том случае сводились к простому правилу перемены знака некоторых компонент, а здесь — в общем случае — уже не сводятся).
Заметим также, что в пространстве-времени с кривизной (которое уже правильно считать только многообразием, а не векторным пространством), совокупность координат {\displaystyle x^{i}} уже не является вектором. Однако бесконечно малые смещения по координатам {\displaystyle dx^{i}} представляют вектор (вектор касательного пространства к многообразию в точке {\displaystyle x^{i}}).
И наконец, в случае лоренцевой метрики, рассмотренном выше, нередко используют только нижние индексы, так как ковариантные и контравариантные компоненты различаются только знаком, и можно ограничиваться упоминанием только одних из них (обычно — контравариантных, хотя и используя нижний индекс). Этот способ для этого случая сравнительно удобен, так как отсутствие верхних индексов несколько более привычно для неспециалистов, к тому же не может создать путаницы с обозначением возведения в степень. Однако и он имеет подводные камни, так как, например, вектор 4-градиента, записанный в контравариантном виде, довольно неожиданно имеет знак минус у пространственных компонент: {\displaystyle (\partial _{0},-\partial _{1},-\partial _{2},-\partial _{3}),} так как полный дифференциал {\displaystyle df=\partial _{0}fdx^{0}+\partial _{1}fdx^{1}+\partial _{2}fdx^{2}+\partial _{3}fdx^{3}} — должен быть инвариантным, а в формулу скалярного произведения, если оба вектора представлены в одинаковой контравариантной форме, входит, как мы знаем, изменение знака из-за {\displaystyle \eta _{ij}.}
Интересно, что способ с использованием только нижних индексов и мнимой временно́й компоненты лишён этих недостатков (главным образом в области применимости, ограниченной случаем плоского пространства, но не только). Дело в том, что при использовании этого способа нужные знаки получаются автоматически (внимание: с учетом сигнатуры; впрочем, выбор сигнатуры — всё равно дело договоренности). То есть о знаках вообще не нужно думать, не нужно использовать явно матрицу метрического тензора, даже {\displaystyle \eta _{ij},} то есть метрика формально представлена единичной матрицей («формально евклидовская», что, конечно, не меняет её реально псевдоевклидова характера, но упрощает запись), а представление всех 4-векторов просто и единообразно:
- 4-перемещение {\displaystyle dx_{\mu }=(ic~dt,dx,dy,dz),}
- 4-импульс {\displaystyle p_{\mu }=(iE/c,p_{x},p_{y},p_{z}),}
- четырёхмерная плотность тока {\displaystyle j_{\mu }=(ic\rho ,j_{x},j_{y},j_{z}),}
- волновой 4-вектор {\displaystyle k_{\mu }=(i\omega /c,k_{x},k_{y},k_{z}),}
- электромагнитный потенциал {\displaystyle A_{\mu }=(i\phi ,A_{x},A_{y},A_{z}),}

и т. д., где i — мнимая единица.

## 4-вектор в математике
Точка в пространстве Минковского называется событием и задаётся четырьмя координатами:
{\displaystyle \mathbf {x} :=\left(ct,x,y,z\right),}
где {\displaystyle c} — скорость света, {\displaystyle t} — время события, а {\displaystyle x,y,z} — его пространственные координаты. Такой 4-вектор называется 4-радиус-вектором.
Многие другие 4-векторы могут быть построены из него и далее друг из друга сложением, вычитанием, умножением или делением на скаляр, а также дифференцированием по скаляру и т. п. Так из 4-радиус-вектора дифференцированием по собственному времени получается 4-скорость, и т. д.
Скалярные произведения 4-векторов — лоренц-инвариантные величины (инварианты группы Лоренца), скаляры пространства Минковского.

## История
4-векторы впервые рассмотрели Пуанкаре (1905) и затем Минковский. Они рассматривали временную компоненту 4-вектора чисто мнимой, что автоматически порождало нужное правило вычисления скалярного произведения при обычном суммировании произведений компонент. Термин «4-вектор» был предложен Арнольдом Зоммерфельдом в 1910 году.